# Karel Čapek
Karel Čapek (pronuncia: [ˈkarɛl ˈtʃapɛk]; Malé Svatoňovice, 9 gennaio 1890 – Praga, 25 dicembre 1938) è stato un giornalista, scrittore e drammaturgo ceco.

## Biografia
Nato a Malé Svatoňovice in Boemia, nell'Impero austro-ungarico, figlio di un dottore, studiò filosofia a Praga per poi divenire giornalista.
Assieme al fratello Josef elaborò i suoi primi scritti, e dopo le opere letterarie Boží muka (Il tormento di Dio, inedito in italiano) e Racconti tormentosi (Trapné povídky) del 1917, incominciò la sua carriera autonoma, che sfociò ben presto in attività teatrale.
L'opera di esordio fu, nel 1920, Loupežník (Il malandrino, inedito in italiano), una commedia incentrata sul contrasto fra la gioventù audace e la maturità tradizionalista.
Sempre nello stesso anno scrisse il suo lavoro più famoso, il dramma in tre atti R.U.R. (Rossumovi univerzální roboti). In quest'opera compare per la prima volta la parola robot (dal ceco robota, "lavoro duro, lavoro forzato"), che tanto successo ha avuto in seguito. Il termine venne suggerito all'autore dal fratello Josef.
Va notato che i roboti di Čapek non sono in realtà gli automi meccanici a cui il termine si riferirà in seguito, ma androidi organici basati su una chimica diversa dalla nostra. In quest'opera l'autore focalizzò l'attenzione sui pericoli dello scientismo e del razionalismo, immaginando una società basata sul lavoro dei robot semi-umani, mancanti solo dell'anima, che pian piano si ribellano e schiacciano il genere umano. L'opera ha un finale positivo, in quanto gli stessi robot scoprono l'amore e i sentimenti.

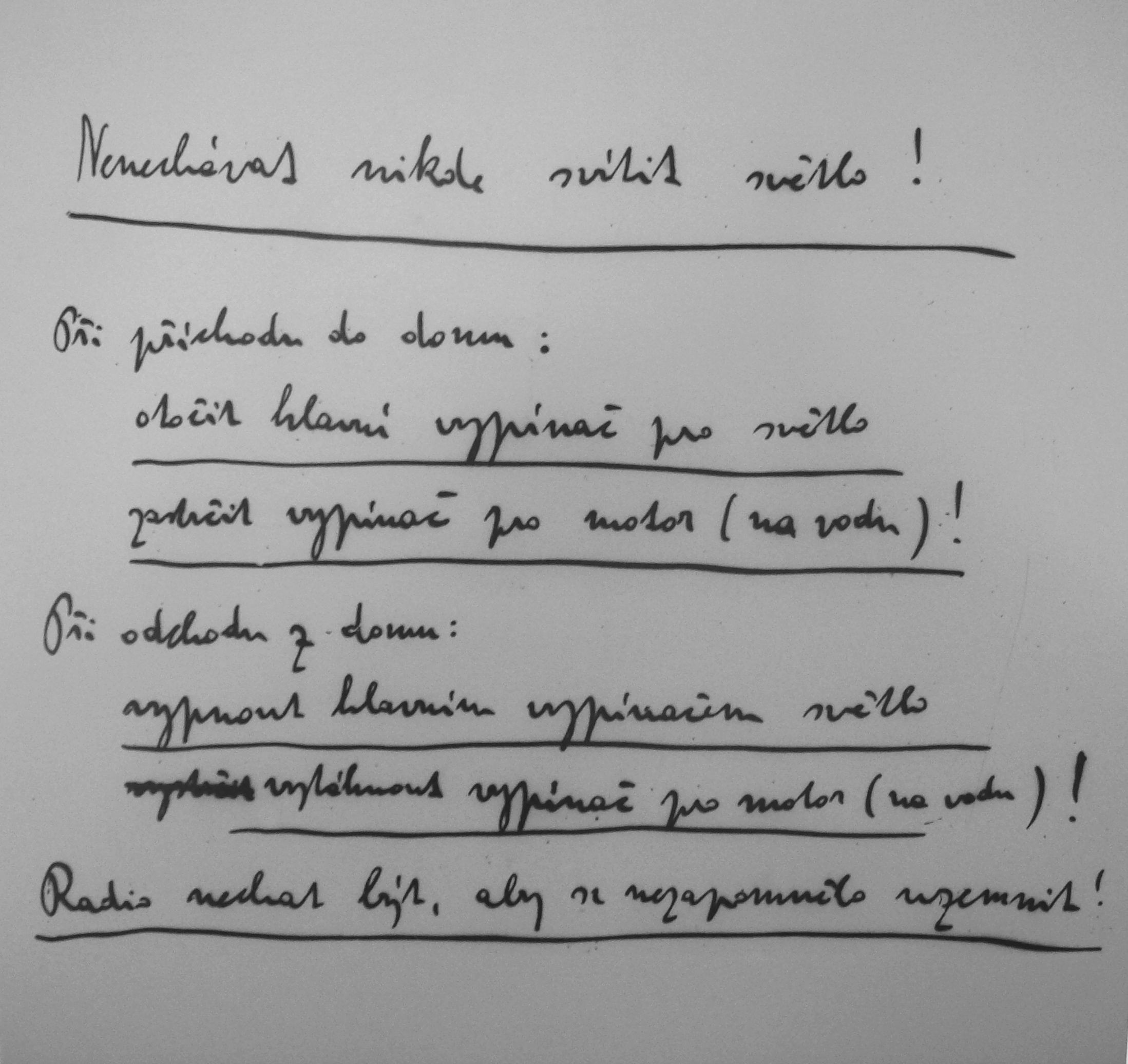
Manoscritto di Čapek

Nel 1922 Čapek pubblicò il primo dei romanzi fondamentali della sua carriera, intitolato La fabbrica dell'Assoluto (Továrna na absolutno).
Si trattava di un altro lavoro a sfondo utopistico retto da un pretesto scientifico e con una trama dai contenuti paradossali: un geniale marchingegno meccanico (il Carburatore), la cui funzione è liberare tutta l'energia contenuta nella materia, genera come sottoprodotto l'Assoluto del titolo, ovvero il Dio Creatore.
La sua presenza in mezzo agli uomini si manifesta per mezzo miracoli e fortissimi afflati religiosi, ma la conseguenza ultima è una crisi mondiale.
Sette anni dopo l'autore terminò due lavori intitolati Racconti da una tasca (Povídky z jedné kapsy) e Racconti dall'altra tasca (Povídky z druhé kapsy), ritenuti tra i più riusciti dello scrittore, nei quali Čapek affrontò alcune fra le sue tematiche più care, quali il relativismo delle percezioni e delle convinzioni, la misteriosità della psiche e degli eventi.
Sono stati in seguito raccolti in un corpus unico intitolato Racconti dall'una e dall'altra tasca.
Seguì la cosiddetta trilogia noetica dedicata ai problemi della conoscenza e comprendente i romanzi Hordubal, Povětroň (Una meteora) e Obyčejný život (Una vita in comune).
In italiano la trilogia è stata pubblicata come un unico volume intitolato Hordubal ed altri.
L'ultima parte della sua carriera fu imperniata sull'analisi delle difficoltà contemporanee e sui presagi della guerra. Tra le opere di questa fase si annoverarono La guerra delle salamandre (Válka s mloky) del 1936, ricco di allusioni alla situazione politica degli anni trenta ma anche di critiche contro il colonialismo, lo sciovinismo e il nazionalismo.
Le avvisaglie della guerra influenzarono il romanzo Bílá nemoc (Il mal bianco) del 1937, nel quale l'autore affronta la dicotomie tra libertà e dittatura, guerra e pace.
L'ultima fatica letteraria pubblicata prima della morte dello scrittore risultò la tragedia Matka (La madre, inedito in italiano) del 1938, di matrice pacifista anche se l'autore, in queste pagine, non escluse la necessità di una "guerra giusta" per controbattere le conquiste militari violente.
Intraprese l'attività di scrittore maggiormente allo scopo di creare satire taglienti contro la situazione del suo Paese piuttosto che per intenti letterari.
Fu membro della Massoneria.
Morì a Praga nel giorno di Natale del 1938, a seguito delle complicazioni di una polmonite.

## Opere
(Elenco parziale)

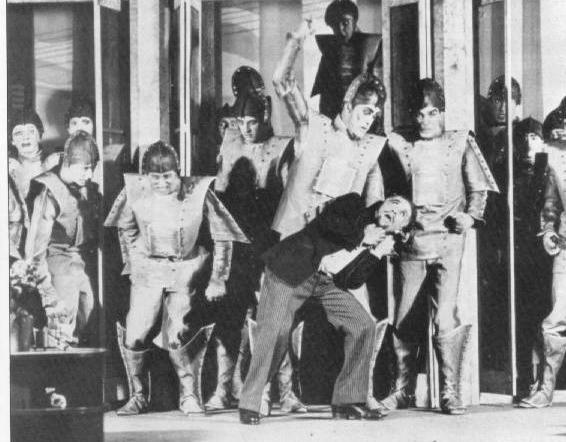
R.U.R. (Rossumovi univerzální roboti), dramma del 1920

- R.U.R. (Rossumovi univerzální roboti) (1920), Torino 1971, insieme a L'affare Makropulos, con nota di Angelo Maria Ripellino; ed. Bologna, Synergon, 1995, a cura di Vanni De Simone (con il sottotitolo Da dove nacque la progenie del Cyborg); ed. Milano, Bevivino, 2006, a cura di Vanni De Simone; con il titolo R.U.R. Rossum's Universal Robots, a cura di A. Catalano, Venezia, Marsilio, 2015, ISBN 978-88-317-2094-6
- Racconti tormentosi (Trapné povídky, 1921), traduzione di W. Giusti, Torino 1929; Palermo 1992, ISBN 88-389-0846-X
- Dalla vita degli insetti (Ze života hmyzu, 1921)
- L'affare Makropulos (Věc Makropulos, 1922), Torino 1971; con saggi di A.M. Ripellino, G. Chierici, E. Groppali, Genova 1993, ISBN 978-88-211-6423-1
- La fabbrica dell'Assoluto (Továrna na absolutno, 1922), traduzione di A. Alleva, Roma 1984
- La fabbrica dell'Assoluto. Romanzo feuilleton (Továrna na Absolutno. Román feuilleton, 1922), traduzione di Giuseppe Dierna, preceduta dal saggio di G. Dierna, "Appunti sulla Fabbrica dell'Assoluto e sui suoi dintorni", Voland, Roma 2020
- Krakatite (Krakatit, 1924), traduzione di A. Alessandri, Torino 2020, con postfazione di A. Catalano, ISBN 9788833860664. Da esso sono stati tratti il film omonimo del 1948 e il rifacimento Cerne slunce del 1979.
- Adamo creatore (Adam Stvořitel, 1927, inedito in italiano)
- La guerra delle salamandre (Válka s mloky, 1936), traduzione di B. Meriggi, Roma 1961; Roma 1987; Torino 2009
- Il mal bianco (Bílá nemoc, 1937), traduzione di L.Sanfilippo, Analogon, Asti 2021, Con sei tavole di Frans Masereel. Ediz. illustrata, ISBN 88-98630506
- Il mal bianco (Bílá nemoc, 1937), traduzione di Vera Somerova Cordublas e Luca Sanfilippo, Intransito, Milano 2022, Tavole di Frans Masereel. Ediz. illustrata, ISBN 979-12-81011-01-4
- La vita e l'opera del compositore Foltýn (Život a dílo skladatele Foltýna, 1939), traduzione di G. Fazzi, Genova 1988, ISBN 88-211-6211-7
- Fogli italiani (Italské listy), traduzione di D. Galdi, Palermo 1992, ISBN 88-389-0842-7
- Favole (Devatero pohádek), traduzione di L. De Nardis, Milano 1994, ISBN 88-07-81267-3
- Viaggio al nord (Cesta na sever), traduzione di S. Chiti Chytilová e N. Pucci, Piombino 1991
- Il libro degli apocrifi (Kniha apokryfů), traduzione di L. De Nardis, Roma 1989
- Hordubal ed altri, traduzione di G. Mariano, Milano 1961
- Lettura su TGM, (Čtení o TGM, inedito in italiano), Praga 1961[5]
- Dášenka. La vita di un cucciolo, traduzione di G. Fazzi, Roma 1992
- L'anno del giardiniere, traduzione di Chiara Rea, Elliot 2018

### Antologie
- Racconti da una tasca (Povídky z jedné kapsy), traduzione di S. Chytilová e N. Pucci, Piombino 1989; contiene il racconto Il giudizio universale (Poslední soud, 1919)
- Racconti dall'altra tasca (Povídky z druhé kapsy), traduzione di S. Chytilová e N. Pucci, Piombino 1996; contiene il racconto L'ago (Jehla, 1929)
- Racconti dall'una e dall'altra tasca, traduzione di B. Meriggi, Milano 1962; contiene i racconti L'ago (Jehla, 1929) e Il giudizio universale (Poslední soud, 1919); Mursia, 2011, ISBN 978-88-425-4806-5

### Antologie che contengono suoi racconti
- Racconti matematici (2006), Einaudi, ISBN 88-06-18321-4; contiene il racconto La morte di Archimede.
- Preclík, Vratislav. Masaryk a legie (Masaryk and legions), váz. kniha, 219 pages, first issue vydalo nakladatelství Paris Karviná, Žižkova 2379 (734 01 Karvina, Czech Republic) ve spolupráci s Masarykovým demokratickým hnutím (Masaryk Democratic Movement, Prague), 2019, ISBN 978-80-87173-47-3, pages 8 - 34, 36 - 39, 41 - 42, 106 - 107, 111-112, 124–125, 128, 129, 132, 140–148, 184–215.

## Curiosità
A Karel e suo fratello Josef  è dedicato il nome della rivista a fumetti Čapek, fondata nel 2018 da Marcello Baraghini e altre realtà dell'editoria indipendente italiana, vincitrice nel 2020 del premio Beani a Lucca Comics come miglior iniziativa culturale.